# يوم بودهي
يوم البوذية (باليابانية:  تلفظ جودوإه成道会) هو عيد بوذي يصادف يوم 8 ديسمبر ويخلد ذكرى يوم بعث غاوتاما بوذا (يوم بداية التبشير بتعاليمه) ويعرف هذا اليوم باسم «يوم بودهي» في اللغة السنسكريتية.
لا يحتفل بهذا العيد على مستوى شعبية يوم فيساك الذي يعتبر يوم مولد بوذا، ولكن لا زال يلاحظ الاحتفال به في العديد من مدارس ماهايانا مثل مدرسة الزن ومدرسة الشن.